# Gottlieb Loertscher
Gottlieb Loertscher (* 17. November 1914 in Oberentfelden; † 17. März 1997 in Solothurn) war ein Schweizer Kunsthistoriker und Denkmalpfleger.

## Leben
Loertscher war im Simmental beheimatet und wuchs im Schweizer Mittelland auf. Er arbeitete als Primarlehrer, ehe er 1947 bei Joseph Gantner an der Universität Basel mit einer Arbeit über die Stiftskirche Schönenwerd promovierte. Ab 1951 arbeitete er als Konservator des Kantons Solothurn und von 1957 bis 1979 war er dessen erster vollamtlicher Denkmalpfleger.
1975 veröffentlichte er in der Reihe der regionalen Kunstführer der Gesellschaft für Schweizerische Kunstgeschichte den Band Solothurn. Loertscher zeichnete auch, darunter hunderte von Titelbildern für die Solothurner Zeitschrift Jurablätter. Nach seiner Pensionierung gab er Kurse an Volkshochschulen der Region und leitete Kunstreisen ins Ausland. Er war Ehrenmitglied des Schweizer Heimatschutzes.

## Schriften
- Hans Tussmanns Kreuztragung von 1461. In: Unsere Kunstdenkmäler – Mitteilungsblatt für die Mitglieder der Gesellschaft für Schweizerische Kunstgeschichte. Band 12, H. 3–4, 1961, S. 80–82, doi:10.5169/seals-392754.